# Rundas
Rundas is in de Hettitische mythologie de god van de jacht en de goede fortuin. Als hertgod zou hij op bepaalde plaatsen in Anatolië aan de godin Kubaba als gemaal zijn toegewezen, alhoewel ook Santas als haar echtgenoot wordt genoemd. In snijwerk wordt hij voorgesteld door een teken met een tweekoppige arend, die in elke klauw een haas vasthoudt. Hij werd als oppergod beschouwd.
Yasilikaya was de belangrijkste cultusplaats van Rundas. Hij werd later gelijkgesteld met Zababa, een Mesopotamische Vadergod.